# Horst Hennig (Mediziner)

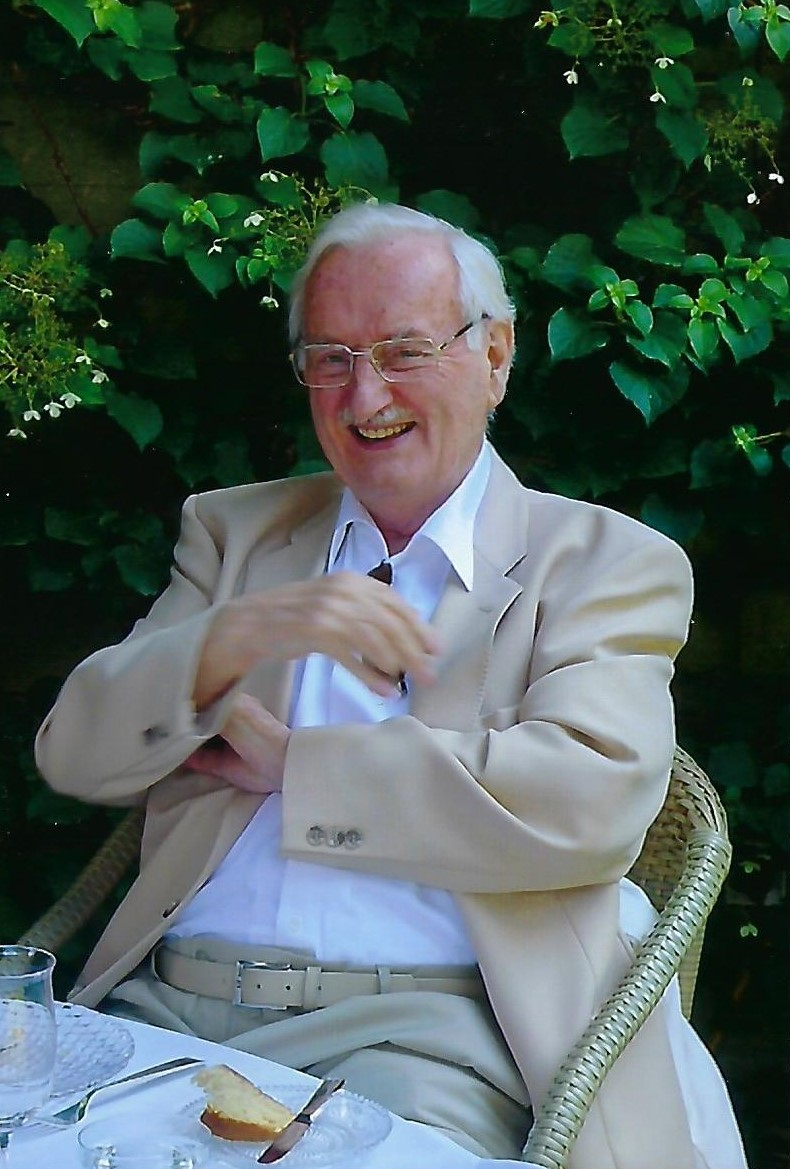
Horst Hennig (2014)

Horst Hennig (* 28. Mai 1926 in Siersleben; † 21. Mai 2020 in Rondorf) war ein deutscher Sanitätsoffizier. Da er sich 1950 an der Martin-Luther-Universität Halle-Wittenberg mit einigen Kommilitonen gegen Studentenratswahlen per Einheitsliste gestellt hatte, wurde er verhaftet und von den sowjetischen Besatzungsbehörden zu 25 Jahren Gulag verurteilt.

## Leben
Mit Günter Kießling bestand Hennig im April 1940 die Aufnahmeprüfung an der Offizierschule des Heeres in Dresden. Während Kießling (* 1925) dort blieb, kam der jahrgangsjüngere Hennig erst im November 1940 an die Unteroffiziervorschule zu Marienberg im Erzgebirge. Am 25. Februar 1945 geriet Hennig im Raum Bitburg in US-amerikanische Kriegsgefangenschaft. Am 1. Juni 1946 kam er mit dem britischen Lazarettschiff Aba nach Hamburg. Am 8. März 1948 bestand er die Reifeprüfung in Halle (Saale). Zum Sommersemester 1948 immatrikulierte er sich an der Martin-Luther-Universität Halle-Wittenberg für Medizin. Im 4. vorklinischen Semester wurde er als Mitglied einer oppositionellen Studentengruppe am 10. März 1950 vom sowjetischen MWD verhaftet. Denunziert hatte ihn Arno Linke, der spätere Leibarzt von Walter Ulbricht. Nach zwei Monaten kam es im Mai 1950 zum zweitägigen „Prozess“ vor einem sowjetischen Militärtribunal im Gefängnis Roter Ochse. Ohne Verteidiger und Dolmetscher wurden Hennig und sechs weitere Studenten nach Artikel 58 des Strafgesetzbuches der RSFSR zu 25 Jahren Zwangsarbeit verurteilt. Da Moskau auch eine Verurteilung wegen Spionage wünschte, wurde Hennig im September 1950 auch nach Art. 58-6 verurteilt.

### Workuta
1950 wurde er ins Arbeitslager Workuta deportiert und kam anschließend ins Sonderlager des MWD Nr. 6 RetschLag. Nach Josef Stalins Tod, dem Aufstand vom 17. Juni 1953, der Entmachtung von Lawrenti Beria und beim Aufstand von Workuta forderten die Zwangsarbeiter vom Zentralkomitee der Kommunistischen Partei der Sowjetunion die Einsetzung einer Untersuchungskommission. Bis zu ihrem Erscheinen wurde die Arbeit in den Kohleschächten niedergelegt. Am 1. August 1953 erschien im Lager 10 des Schachtes 29 Armeegeneral und Kandidat des Politbüros Iwan Iwanowitsch Maslennikow. Die Häftlinge verlangten, die eigenen Gesetze und die Menschenrechte einzuhalten, die unzutreffenden Urteile zu überprüfen und die Ausländer zu entlassen. Daraufhin ließ Maslennikow auf sie schießen. Die Folge waren 64 Tote und 123 Schwerverletzte. Die Schachtarbeit musste wieder aufgenommen werden. Nach Konrad Adenauers Intervention in Moskau erfolgte 1955/56 die Rückführung der Kriegsgefangenen und der zivilen Häftlinge in die Bundesrepublik Deutschland.

### Heimkehr
Hennig erreichte am 15. Dezember 1955 (West-)Berlin. Ab dem Sommersemester 1956 studierte er wieder Medizin an der Universität zu Köln. Nach drei Semestern bestand er im Sommersemester 1957 das Physikum. Das erste klinische Semester verbrachte er an der Albert-Ludwigs-Universität Freiburg. Bei seinem Interesse am Segelflug wurde er Mitglied des Akaflieg Freiburg. Die Voraussetzungen für das medizinische Staatsexamen erfüllte er so rasch wie möglich. Ihm wurde erlaubt, unter Wilhelm Tönnis und seinem Oberarzt Friedrich Loew eine Doktorarbeit während des Studiums vorzulegen. Am 8. Mai 1961 wurde er zum Dr. med. promoviert. Medizinalassistent war er in Kliniken der Stadt Köln, unter anderem bei Hans Schulten. Am 31. März 1962 approbiert, trat er am 1. Juni 1962 in den Sanitätsdienst der Bundeswehr. Ohne die übliche Einweisung an der Sanitätsakademie der Bundeswehr wurde er als Truppenarzt an die Sanitätsstaffel der Technischen Schule der Luftwaffe 3 in Faßberg beordert. Nach der fünfmonatigen Probezeit als aktiver Sanitätsoffizier übernommen, wurde er zum Taktischen Luftwaffengeschwader 71 „Richthofen“ versetzt. 1965 und 1971 war er an der United States Air Force School of Aerospace Medicine in San Antonio. Mit der Lockheed F-104 und ihren Problemen war er (auch als Mitflieger) tief vertraut. 1968 wurde er als einer der ersten Bundeswehroffiziere nach Israel eingeladen. Nach einigen Jahren beim Jagdbombergeschwader 43 wurde er im Oktober 1973 als Oberstarzt Kommandeur der Sanitätsschule der Luftwaffe. Zum 1. Oktober 1976 wurde er an das Bundesministerium der Verteidigung versetzt. Als Referent II 1 oblagen ihm Führung, Planung und Einsatz des Sanitätsdienstes der Bundeswehr. Nach drei Jahren kam er als Leitender Sanitätsoffizier zum Luftwaffenamt. Am 1. Oktober 1980 kehrte er als Generalarzt und Unterabteilungsleiter an das Verteidigungsministerium zurück. Am 28. März 1983 wurde er von Staatssekretär Joachim Hiehle in den Ruhestand verabschiedet.

### Zeitgeschichtliche Berichte

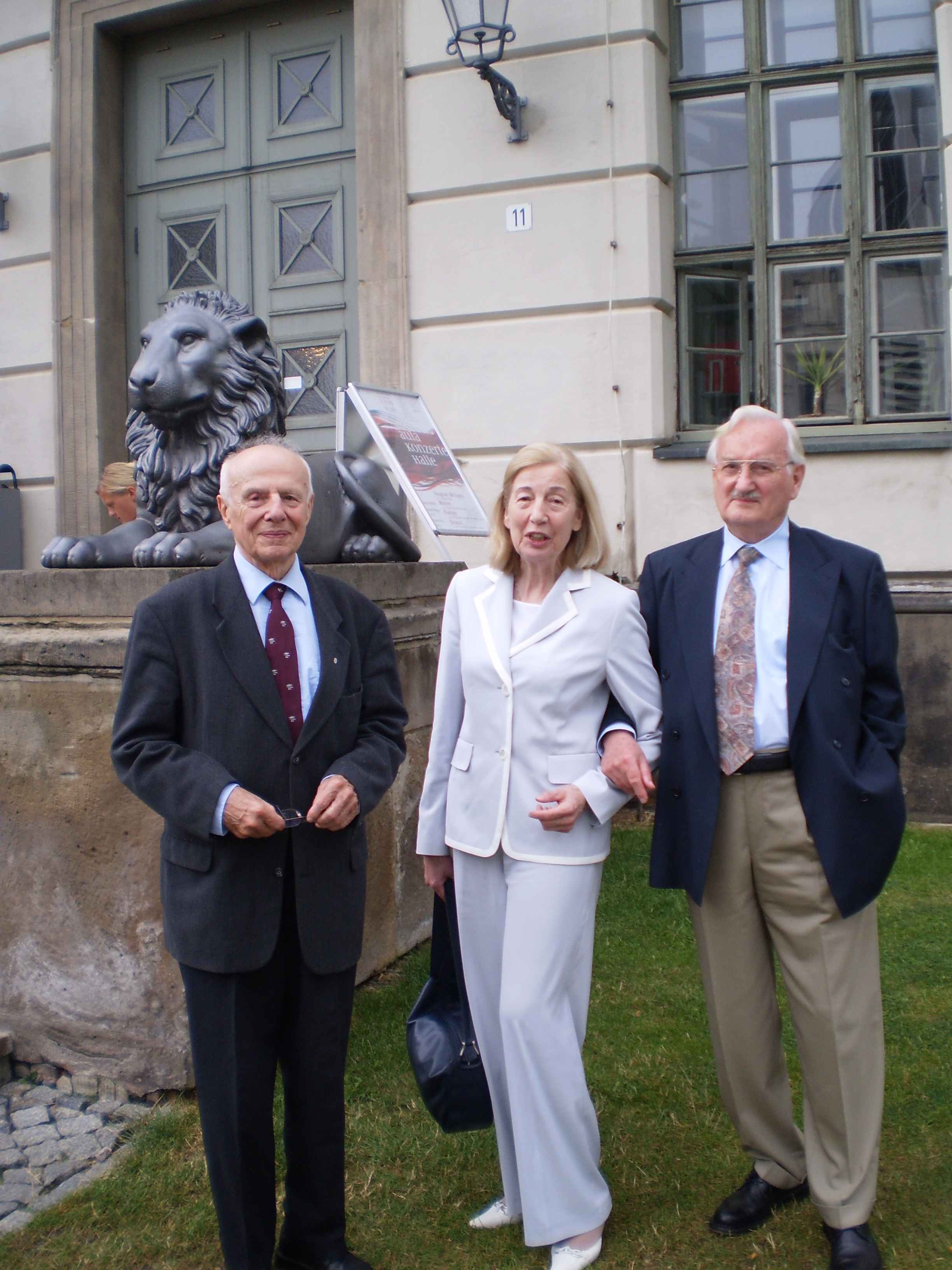
Mit Eveline Demuth und Günter Kießling vor der Universität Halle (2009)

Als er im September 1992 in Freiburg ein militärhistorisches Symposion besuchte, übergab ihm eine Delegation der Russischen Föderation die Einladung in das Russische Staatliche Militärarchiv (RGWA) in Podolsk. Ihr folgten zwei weitere Generale a. D. Mit dem Archivzugang wollte Hennig die Gründe für die Verhaftung der Hallenser Studenten herausfinden. Ab 1993 wurden weitere Archivbesuche in Moskau und Workuta genehmigt. Mit Hilfe der Militärhauptstaatsanwaltschaft in Moskau wurden Rehabilitierungen der zu Unrecht Verurteilten erwirkt. Aus diesen Kontakten entstanden ab 1992 Zeitzeugenberichte in den Medien und Buchveröffentlichungen im Leipziger Universitätsverlag. Im NKWD-Archiv in der Lubjanka konnte er seine Prozessunterlagen einsehen. Beeindruckt war er von der „peniblen Ordnung, Gründlichkeit und Buchdruckerkunst“ der Akten in der KGB-Zentrale. Schon im nächsten Monat rehabilitierte die Generalstaatsanwaltschaft der Russischen Föderation Hennig und seine Kommilitonen. 1993 und 1995 reiste er mit ehemaligen Gulag-Häftlingen nach Moskau und Workuta. 1995 waren unter den Begleitern Günter Kießling, Erwin Jöris, Horst Schüler, Reinhard Gramm, Wolfgang Schuller, Wilfriede Otto, Stefan Karner und Maren Köster-Hetzendorf. Eine Gedenkveranstaltung in Workuta erinnerte an die Niederschlagung des Streiks. Der Volksbund Deutsche Kriegsgräberfürsorge weihte eine Gedenkstätte für die Erschossenen und Verletzten des Aufstandes vom 1. August 1953 ein. Seit 1992 veröffentlicht Hennig Zeitzeugenberichte in Büchern, Film und Funk. Mit seiner Lebensgefährtin lebte er in Holzkirchen, Rondorf. Er starb eine Woche vor seinem 94. Geburtstag. Nach der Kremierung wurde die Urne am 27. Juni 2020 in Klostermansfeld beigesetzt. Zugegen waren unter anderen Wladislaw Hedeler, André Gursky, Anna Kaminsky, Gerald Wiemers und Stefan Krikowski, Sprecher der Lagergemeinschaft Workuta.

## Ehrenämter
- Kurator in der Stiftung Gedenken und Frieden des Volksbundes Deutsche Kriegsgräberfürsorge (bis 2007)
- Stiftung für ehemalige politische Häftlinge
- Beirat Stiftung Gedenkstätten Sachsen-Anhalt

## Publikationen
- 1994, 1995 und 1996 die Halle I bis III – Foren, gefördert von der Bundeszentrale für politische Bildung, veröffentlicht im Deutschland Archiv.
- mit Jan Foitzik (Hrsg.): Begegnungen in Workuta. Erinnerungen, Zeugnisse, Dokumente, 2., durchgesehene Auflage. Leipziger Universitätsverlag 2003, ISBN 978-3-936522-26-6.
- mit Klaus P. Graffius: Zwischen Bautzen und Workuta. Totalitäre Gewaltherrschaft und Haftfolgen. Leipziger Universitätsverlag 2004. ISBN 978-3-937209-76-0.
- mit Wladislaw Hedeler: Schwarze Pyramiden, rote Sklaven. Der Streik in Workuta im Sommer 1953. Leipziger Universitätsverlag 2007(Nachdruck: Bundeszentrale für politische Bildung Band 686). ISBN 978-3-86583-177-4.
- mit Sybille Gerstengarbe: Opposition, Widerstand und Verfolgung an der Martin-Luther-Universität Halle-Wittenberg 1945–1961 – eine Dokumentation. Leipziger Universitätsverlag 2009. ISBN 978-3-86583-262-7.
- mit A. Gursky und G. Wiemers: Dokumentation: vom KGB zur Stasi (Roter Ochse, Halle). Schrift Roter Ochse Halle 2012
- Gerald Wiemers (Hg.) in Zusammenarbeit mit der Lagergemeinschaft Workuta/GULag: Der Aufstand. Zur Chronik des Generalstreiks 1953 in Workuta, Lager 10, Schacht 29. Leipziger Universitätsverlag 2013. ISBN 978-3-86583-780-6
- mit Gerald Wiemers: Sigurd Binski – ein Kritiker der Diktaturen: Erinnerungen und Dokumente. Leipziger Universitätsverlag 2018. ISBN 978-3-96023-160-8.

## Ehrungen
- Badge of Senior Flight Surgeon United States Air Force (1975)
- Ehrenzeichen des Deutschen Roten Kreuzes (1975)
- Ehrenzeichen der Johanniter Unfall Hilfe (1976)
- The Army Commendation Medal (1977)
- Bundesverdienstkreuz 1. Klasse (8. September 1982)
- Badge of Chief Flight Surgeon United States Air Force (1984)
- Sächsischer Verdienstorden (durch Stanislaw Tillich am 1. Juni 2016)[17]